# Хрещення Христа (картина Перуджино)
«Хре́щення Христа́» (італ. Battesimo di Cristo) — картина італійського живописця Перуджино (бл. 1448–1523), представника умбрійської школи. Створена приблизно у 1498–1500 роках. Зберігається у Музеї історії мистецтв у Відні. Картина походить із колекції замку Амбрас з 1773 року.
Типовий приклад зрілої творчості Перуджино, твір побудований за принципом центральної перспективи, в якій розташовані персонажі, виконані за зразками класичної та елліністичної скульптури. Про це свідчить майже юнацька фігура Ісуса Христа і більша монументальна — Івана Хрестителя. 
У творі втілений чарівливий поетичний задум, що принесло художнику славу по всій Італії в останні роки XV століття. Уся сцена занурена у сентиментальний вимір, де перспектива перестала бути математичним інструментом, що нагадують П'єро делла Франческа, творами якого, що знаходились в Умбрії, Марке і Тоскані, художник захоплювався, а є засобом вираження духовного зв'язку між людиною і гармонійною присутністю Бога. 
Інтимність епізоду підкреслюється споглядальними позами фігур на другому плані. Група янголів зображена з поетичною простодушністю, яка буде сприйнята його учнем Рафаелем.